# Orgasmatron
Orgasmatron är hårdrocksgruppen Motörheads nionde album utgivet 9 augusti 1986.

## Låtlista
1. Deaf Forever
2. Nothing Up My Sleeve
3. Ain't My Crime
4. Claw
5. Mean Machine
6. Built For Speed
7. Ridin' With The Driver
8. Doctor Rock
9. Orgasmatron